# Matilla de los Caños (kommun)
Matilla de los Caños är en kommun i Spanien.   Den ligger i provinsen Provincia de Valladolid och regionen Kastilien och Leon, i den centrala delen av landet, 160 km nordväst om huvudstaden Madrid. Antalet invånare är 111. Arean är 12,0 kvadratkilometer.
Terrängen i Matilla de los Caños är platt.